# (12372) Kagesuke
(12372) Kagesuke (1994 JF) – planetoida z pasa głównego asteroid okrążająca Słońce w ciągu 3,44 lat w średniej odległości 2,28 j.a. Odkryta 6 maja 1994 roku.